# Philipp Damian von Hoensbroech

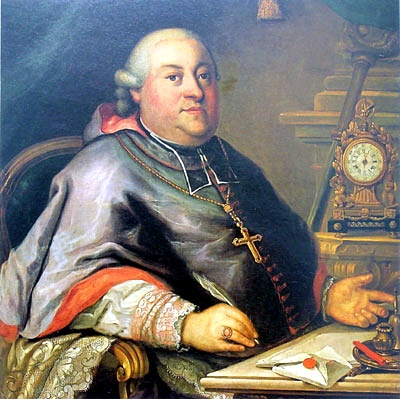
Bischof Philipp Damian von Hoensbroech

Philipp Damian Graf von Hoensbroech, auch Hoensbroek (* 24. Februar 1724 in Roermond; † 17. April 1793 ebenda), war Domherr in Speyer und Bischof von Roermond, damals Teil der Österreichischen Niederlande.

## Herkunft und Familie
Er entstammte dem alten limburgischen Adelsgeschlecht von Hoensbroech und wurde geboren als Sohn des Franz Arnold Adrian von Hoensbroech (1696–1759) sowie seiner aus Mainz stammenden Gattin Marie Sophie von Schönborn (1702–1760). Diese war die Tochter des Kurmainzer Oberhofmarschalls und Diplomaten Rudolf Franz Erwein von Schönborn (1677–1754) sowie die Nichte der Fürstbischöfe Johann Philipp Franz von Schönborn (Würzburg), Friedrich Karl von Schönborn (Würzburg bzw. Bamberg), Damian Hugo Philipp von Schönborn (Speyer) und Franz Georg von Schönborn (Trier). Johann Philipp Franz und Damian Hugo Philipp von Schönborn fungierten als Taufpaten des Kindes.

## Leben und Wirken

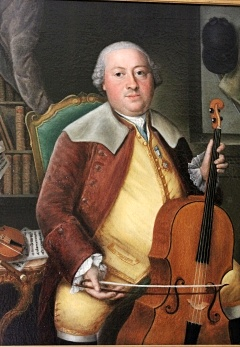
Philipp Damian von Hoensbroech mit Cello

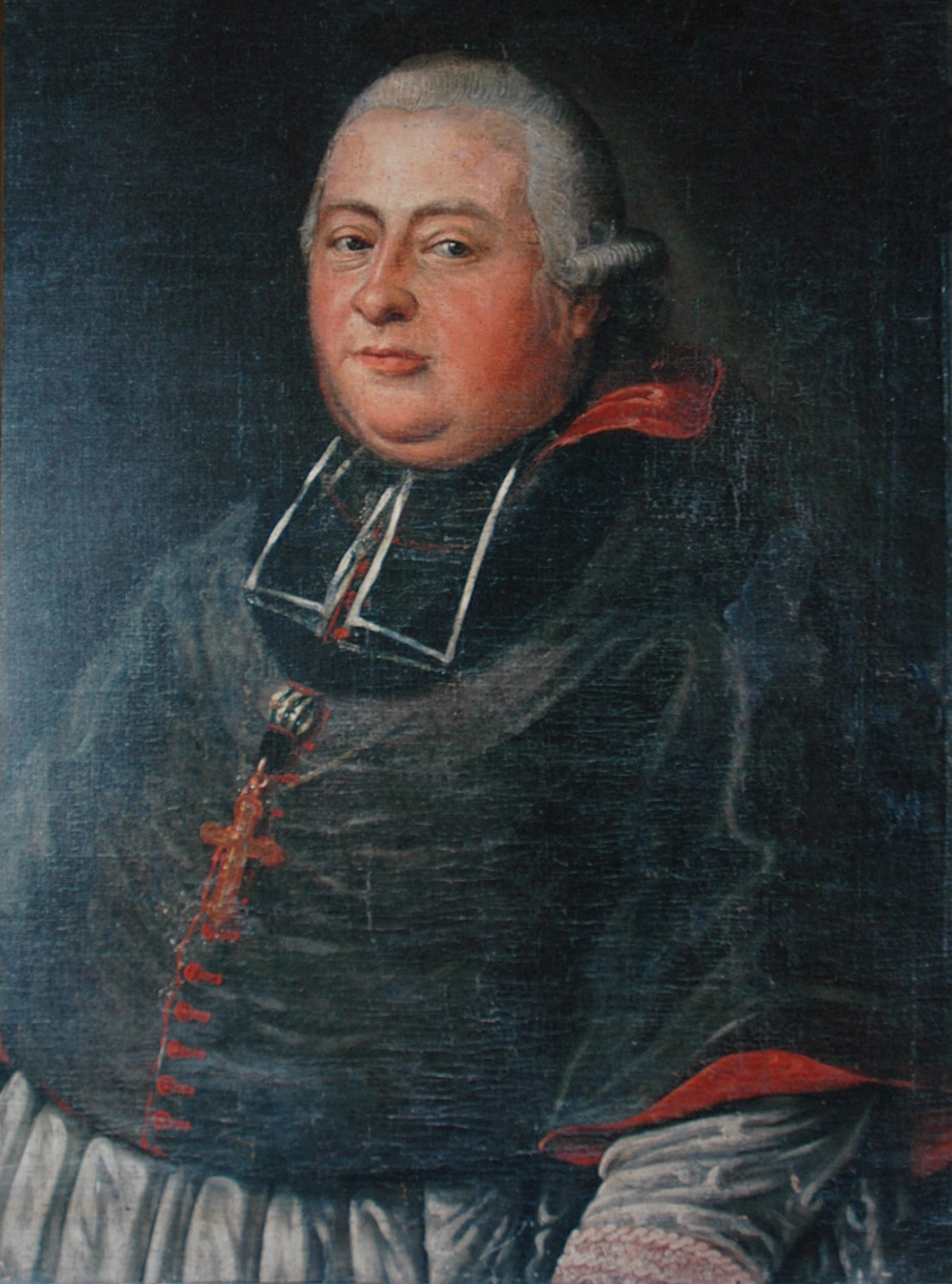
Philipp Damian von Hoensbroech

Philipp Damian von Hoensbroech trat in den geistlichen Stand ein. Am 6. November 1730 erhielt er die Tonsur und studierte 1734–1740 Philosophie am Jesuitenkolleg Aschaffenburg. 1735 wurde er Kanoniker des Domstiftes Würzburg, am 23. Juni 1736 Domherr in Speyer. Auf Empfehlung seines Großonkels, des Speyerer Bischofs Damian Hugo Philipp Kardinal von Schönborn, besuchte Hoensbroech 1740–42 das Collegium Germanicum in Rom. Später avancierte er in Speyer zum Domkapitular und Domkustos, 1771 empfing er die Priesterweihe.
Auf Wunsch von Kaiserin Maria Theresia ernannte man ihn am 29. Mai 1775 zum Bischof von Roermond. Die Konsekration erhielt er am 2. Juli 1775, im Speyerer Dom, durch Fürstbischof August von Limburg-Stirum, seinen Weihbischof Andreas Seelmann und den Abt von Kloster Kaisheim, Cölestin II. Angelsbrugger. Anwesend war auch der Pfälzer Kurfürst Karl Theodor.
Als Bischof residierte Philipp Damian von Hoensbroech auf Schloss Hillenraad zu Swalmen und wird als ziemlich übergewichtig, jedoch voller Mitgefühl gegen Notleidende beschrieben. Er war ein friedfertiger, eifriger und pflichtbewusster Oberhirte, der von den Diözesanen sehr verehrt wurde. Daneben liebte er die Musik und spielte selbst mehrere Instrumente. 1784 erteilte er seinem Cousin Cäsar Constantin Franz von Hoensbroech, dem neuen Bischof von Lüttich, die Weihe. Philipp Damian von Hoensbroech war auch Propst des Stiftes St. Martin zu Emmerich und Archidiakon in Utrecht.
Im Rahmen des Ersten Koalitionskrieges eroberten französische Revolutionstruppen im Dezember 1792 Roermond. Hoensbroech musste fliehen. Zunächst hielt er sich in Venlo auf, wo er am 30. November des Jahres krank im Pfarrhaus lag; noch am 6. Dezember ist seine Anwesenheit dort belegt. Am 4. Februar 1793 war er Gast im Chorherrenstift Zand bei Straelen. Nach der Schlacht bei Aldenhoven (1. März 1793) konnten die Franzosen aus dem Gebiet vertrieben werden und Bischof Hoensbroech kehrte Mitte März als Kranker nach Roermond zurück. Er starb dort schon am 17. April 1793 und wurde in der Pfarrkirche St. Martin zu Venlo beigesetzt.
Es gibt in Holland eine populäre Geschichte über den Prälaten, die erzählt, er habe sich bei der Flucht auf dem Familienstammsitz Schloss Hoensbroek, in einem geheimen Raum versteckt. Als ihn die Franzosen in dem weitläufigen Gebäude nicht fanden hätten sie zur Lokalisierung des Geheimzimmers Kerzen in alle Schlossfenster stellen lassen. Dem Bischof hatte man dies mitgeteilt und auch er stellte in seinem versteckten Zimmer eine Kerze ins Fenster, so dass man den Raum auch von außen nicht erkennen konnte. Die Erzählung wird heute in den Bereich der Legende verwiesen, da es keine Belege gibt, dass Hoensbroech tatsächlich dorthin floh.
Philipp Damian von Hoensbroech war ein Verehrer der Madonna von Kevelaer. In Roermond wurde eine Straße nach ihm benannt.